# Emeroleter levis
Emeroleter es un género de saurópsidos parareptiles, que vivió durante el Pérmico Medio en lo que hoy es Rusia. Emeroleter tenía unas patas traseras muy largas y media unos 30 cm de longitud. El cráneo de Emeroleter se caracteriza por tener escudos óseos (osteodermos) perforados. Las extremidades son muy gráciles, con una cola corta.
El material holotipo de Emeroleter es un cráneo incompleto. También se han descubierto un fragmentos de un cráneo, y posteriormente dos esqueletos completos.